# 今津村 (熊本県)
今津村（いまつむら）は熊本県の天草諸島、上島北部に存在していた村。

## 歴史
- 1889年4月1日 - 町村制が施行され合津村、今泉村の区域を以て天草郡今津村発足。
- 1955年4月1日 - 阿村、教良木河内村との合併で松島町が発足。同日今津村廃止。